# 曹武彻
曹武彻（?—?），桂阳（今湖南郴州）人。隋朝末年起事领袖。

## 生平
隋恭帝义宁元年十二月丁亥（618年1月12日），曹武彻举兵反隋，建元通聖。与梁王萧铣、楚帝林士弘多次攻打始安郡，都因郡丞李襲志固守而不能克。
后萧铣攻克始安郡，以李袭志为工部尚书、检校桂州总管。史料没有记载曹武彻的下落，或系被萧铣所灭。